# Heteromyza atricornis
Heteromyza atricornis – gatunek muchówki z rodziny błotniszkowatych i podrodziny Heleomyzinae.
Gatunek ten opisany został w 1830 roku przez Johanna Wilhelma Meigena.
Muchówka o ciele długości od 6 do 7 mm. Głowa jej odznacza się obecnością zarówno włosków jak i szczecinek na policzkach, a u samców także tylko nieco ściętym czołem. Tułów cechuje się dobrze rozwiniętymi przedszwowymi szczecinkami śródplecowymi, obecnością szczecinek na propleurach oraz nagim przedpiersiem. Skrzydła mają długie pterostygmy i kolcopodobne szczecinki na żyłce kostalnej dłuższe niż owłosienie. Środkowa para odnóży ma na goleniach po jednej, dobrze rozwiniętej ostrodze.
Owad znany z Hiszpanii, Andory, Francji, Belgii, Holandii, Niemiec, Danii, Finlandii, Szwajcarii, Austrii, Włoch, Polski, Łotwy, Słowacji, Węgier, Ukrainy, Chorwacji, Bośni i Hercegowiny, Serbii, Czarnogóry, Rumunii, Bułgarii, Rosji, w tym Kaukazu.